# 北海道道148号釧路西インター線
北海道道148号釧路西インター線（ほっかいどうどう148ごう くしろにしインターせん）は、北海道釧路市内を結ぶ道道（主要地方道）である。

## 概要

### 路線データ
- 起点 : 北海道釧路市星が浦大通1丁目（国道38号交点）
- 終点 : 北海道釧路市北園（道東自動車道・釧路外環状道路 釧路西IC交点）
- 総延長：2.233 km
- 実延長：0.543 km
- 重用延長：1.690 km

### 道路管理者
- 釧路総合振興局 釧路建設管理部 事業課

## 歴史
- 1993年（平成5年）5月11日 - 建設省から、道道釧路西港線の一部が釧路インター線として主要地方道に指定される[1]。
- 1994年（平成6年）
  - 4月1日 - 1111号釧路インター線として路線認定[2]。
  - 10月1日 - 路線番号を148号に変更[3]。
- 2013年（平成25年）12月13日 - 釧路市北園（0.6 km）供用開始。これにより全線開通[4]。

認定以前は、道道860号釧路西港線の一部となっていた。
- 2016年（平成28年）3月12日 - 路線名を釧路西インター線に変更[5]。

## 路線状況

### 重複区間
- 北海道道113号釧路環状線（釧路市星が浦大通1丁目〔起点〕 - 釧路市鶴野）

## 地理

### 通過する自治体
- 釧路総合振興局
  - 釧路市

### 交差する道路
釧路市
- 国道38号 - 星が浦大通1丁目（起点）
- 北海道道559号新富士停車場線 - 星が浦大通1丁目（起点）
- 北海道道53号釧路鶴居弟子屈線 - 鳥取北
- 北海道道113号釧路環状線 - 鶴野
- 国道38号釧路新道 - 北園
- 道東自動車道・釧路外環状道路 釧路西IC - 北園（終点）